# Peng Xiaolian
Peng Xiaolian (chinois : 彭小莲 ; pinyin : péng xiǎolián), née le 26 juin 1953 dans le xian de Chaling (province du Hunan) et morte le 19 juin 2019 à Shanghai, est une réalisatrice, scénariste et auteure chinoise. 
Elle a remporté le Coq d'or du meilleur réalisateur pour son film Shanghai Story.

## Biographie
Née dans la province du Hinan, elle étudie à la faculté de cinéma de Pékin.
Parmi ses œuvres les plus connues, on peut citer Once Upon a Time in Shanghai (上海纪事), Shanghai Story (美丽上海), Shanghai Rumba (上海伦巴), Femmes de Shanghai (假装没感觉) ou encore Please Remember Me  (请你记住我).

## Filmographie
- 1986 : Moi et mes camarades (我和我的同学们), Coq d'or du meilleur film pour enfants[3] ;
- 1987 : Histoire de femmes (女人的故事) ;
- 1996 : L'Homicide du chien (犬杀), coréalisé par Zhu Bin ;
- 1998 : Il était une fois à Shanghaï (上海纪事) ;
- 1999 : Le Village des kakis rouges (満山紅柿) réalisé par le Japonais Shinsuke Ogawa entre 1984 et 1985 et continué par Peng Xiaolian en 1999[4] ;
- 2000 : Le parapluie magic de Keke (可可的魔 伞), film d'animation ;
- 2002 : Femmes de Shanghaï (假装没感觉) ;
- 2004 : Shanghai Story (美丽上海), qui a remporté quatre Coqs d'or dont celui du meilleur film et celui du meilleur réalisateur[3] ;
- 2006 : Rumba de Shanghaï (上海伦巴) ;
- 2009 : Tempête sous le soleil (红日风暴), documentaire sur l'affaire Hu Feng co-réalisé par Louisa Wei[5] ;
- 2018 : Please Remember Me (请你记住我).